# Äi-Tiem
Das Äi-Tiem ist eine Kölner Hip-Hop-Gruppe, die 1986 von Frank Schnütgen (aka Hans Solo) und Ralph Dammers (aka Lord Fader) gegründet wurde.

## Geschichte
1988 begann die Band mit der Produktion ihrer ersten Platte. Allerdings bekamen sie keinen Vertrag. 1989 trafen sie auf die beiden Rapper „CUS“ und „LSD“, Begründer des deutschen Hip-Hop-Labels Blitz Vinyl. Ihre erste Platte veröffentlichten sie 1990 im Eigenvertrieb. 1991 konnten sie ihre Musik unter dem Indielabel Jams kommerziell vertreiben (auf der Platte steht 1992).
Bandleader Hans Solo ist für den größten Teil der Raptexte verantwortlich. Weitere Mitglieder der Band sind Zweitrapper Lando Carisma, der 1996 den damaligen Rapper Def Benski Obiwahn ersetzte, und DJ Lord Fader, der für die Musik, Beats und Scratches verantwortlich ist. Alle Gründungsmitglieder stammen aus dem Kölner Stadtteil Porz.
Lando Carisma stammt aus Bad Godesberg bei Bonn.

## Diskografie

### Vinyls (12″/2x12″)
- 1991: Alles Absicht (Eigenvertrieb)
- 1993: Kein Kommentar (Eigenvertrieb)
- 1995: Wenn hier einer schießt, dann bin ich das (Intercord)
- 1996: DJ-Trax (Holy Chaos/Jams)
- 1998: Vun Unge (Holy Chaos/BSM)
- 2000: Wenn hier einer schießt, dann bin ich das Neuauflage als Doppel Picture Vinyl mit sechs neuen Tracks feat. Streethustlaz (Intercord)
- 2003: Musik für taube Ohren (Holy Chaos/Dom/Alive Köln)
- 2003: Wenn hier einer schießt, dann bin ich das (Alive Köln)
- 2003: Vun Unge Limited Edition : Graffity Puzzle Edition (Alive Köln)
- 2003: Musik für taube Ohren (Alive Köln)
- 2018: Wenn hier einer schießt, dann bin ich das. Neuauflage mit neuen Tracks auf Seite 4 (Rough Trade)
- 2018: Dissertation Hans Solos Soloalbum (Rough Trade)
- 2018: Vun Unge  Rerelease (Rough Trade)
- 2019: Kontinuum - Endo Monk (Nebenprojekt von Hans Solo) (Rough Trade)

### CDs
- 1993: Wenn hier einer schießt, dann bin ich das (Intercord)
- 1996: Kerzen, Glocken, Cadillacs! (Holy Chaos/Indoor)
- 1998: Vun Unge (Holy Chaos/BSM)
- 2003: Wenn hier einer schießt, dann bin ich das (Alive Köln)
- 2005: Musik für Taube Ohren (Dom Records/Holy Chaos Recordings)
- 2006: Murphies Gesetz oder wegen Geldmangel verschoben (DefDick/Soulfood/Sony)
- 2018: Wenn hier einer schießt, dann bin ich das (Rough Trade)
- 2018: Dissertation Hans Solos Soloalbum (Rough Trade)
- 2018: Musik für Taube Ohren (Rough Trade)
- 2018: Vun Unge (Rough Trade)
- 2019: Kontinuum - Endo Monk (Nebenprojekt von Hans Solo) (Rough Trade)

### DVD
- 2006: Solos Welt (DefDick/Soulfood/Sony)

### Digital
- 2018: Wenn hier einer schießt, dann bin ich das (GoodToGo/Rough Trade)
- 2018: Zeitreise 1(GoodToGo/Rough Trade)
- 2018: Dissertation Hans Solos Soloalbum (GoodToGo/Rough Trade)
- 2018: Musik für Taube Ohren (GoodToGo/Rough Trade)
- 2018: Vun Unge (GoodToGo/Rough Trade)
- 2018: Murphies Gesetz oder wegen Geldmangel verschoben (GoodToGo/Rough Trade)
- 2019: Kontinuum - Endo Monk (Nebenprojekt von Hans Solo) (Rough Trade)

## Sonstiges
Bandleader Frank Schnütgen war in den 1980er Jahren mehrmaliger deutscher BMX-Meister und 1987 erster deutscher BMX-Weltmeister. Zudem gelang es ihm 1983 als erstem, mit einem Bunny Hop über 19 Personen zu springen, womit er kurzzeitig ins Guinness-Buch der Rekorde eingetragen wurde.